# Cyphomyia fascipes
Cyphomyia fascipes är en tvåvingeart som beskrevs av Walker 1854. Cyphomyia fascipes ingår i släktet Cyphomyia och familjen vapenflugor. Inga underarter finns listade i Catalogue of Life.